# Cultura de Macao

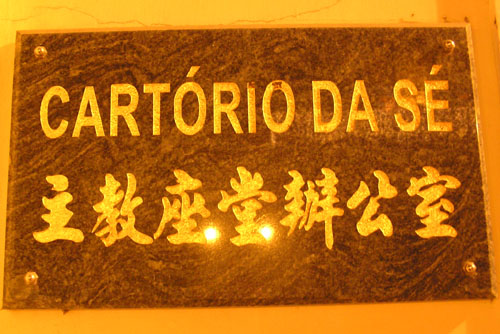
Cartel indicador en Macao en idiomas chino y portugués - "主教座堂辦公室" (en chino) y "Cartório da Sé" (en portugués), que significa "Oficina de la Catedral."

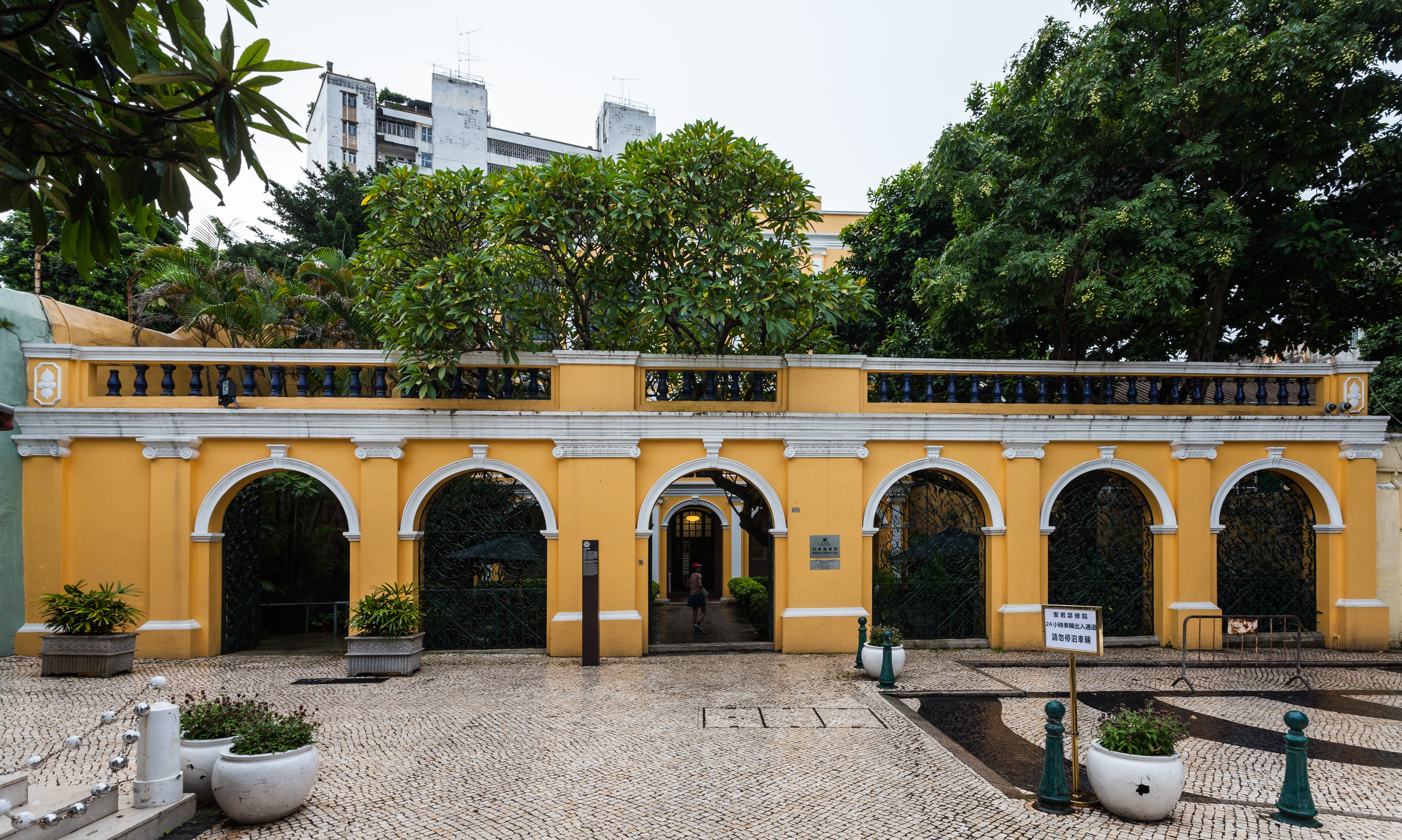
Biblioteca Sir Robert Ho Tung en Macao.

La Cultura de Macao se caracteriza por la fusión de elementos de las culturas portuguesa y china. Siendo la mayoría de la población china sería de esperar una asimilación total de los elementos portugueses a lo largo de 4 centurias (tal como se observa por ejemplo en la colonia portuguesa de Goa, India). Sin embargo, esto no ha sido lo que ha sucedido por lo menos hasta fines del siglo XX. Con anterioridad a 1974, Portugal tenía una base militar permanente en Macao. Por lo tanto, siempre había hombres jóvenes enviados a Macao para realizar el servicio militar obligatorio. Muchos de ellos se terminaron radicando en Macao al completar su servicio.

## Pueblo e idiomas
La población de Macao se compone principalmente de chinos Han (95%) y portugueses (2%), con una minoría de otras etnias. Aunque tanto el  chino (cantonés estándar) como el portugués son idiomas oficiales de la región, la mayoría de los residentes hablan cantonés. En la actualidad solo existe una escuela en Macao en la cual la enseñanza se imparte en portugués, aunque el aumento de las relaciones comerciales de China con los países lusófonos está provocando un importante repunte del uso del portugués en el territorio macaense.
El idioma de Macao, denominado Patuá, es un idioma criollo distintivo que aún es hablado por varias docenas de macaenses, un grupo étnico mezcla de ancestros asiáticos y portugueses que conforma un pequeño porcentaje de la población de Macao.
La señales y carteles se escriben tanto en chino tradicional como en portugués. A diferencia de China continental, en Macao, junto con Hong Kong y Taiwán, en general no se utilizan los símbolos chinos simplificados.